# Список глав Минской губернии

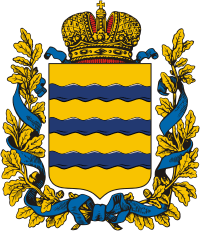
Герб Минской губернии

Это полный список Минских губернаторов.

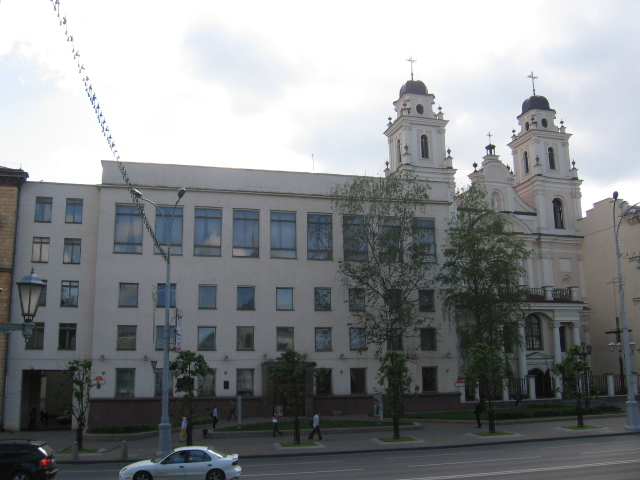
Бывшая резиденция губернатора в Минске. Справа — собор Девы Марии.

При императрице Екатерине II Минск и вся Беларусь были присоединены к России. Минское воеводство указом императрицы Екатерины II от 23 апреля 1793 года учреждено в Минскую губернию. Указом от 3 мая 1795 года губерния стала именоваться наместничеством. В 1796 году, при императоре Павле I Минское наместничество вновь переименовано в губернию. Первым Минским наместником был назначен генерал-поручик Т. И. Тутолмин.
С конца XVIII века, во времена Российской империи, резиденция губернатора размещалась в доме, по сегодняшнему адресу пл. Свободы, 7, который ранее был зданием иезуитской школы. В 1918 году в бывшем доме губернатора размещались правительственные учреждения Белорусской Народной Республики, а в 1919 году работало первое советское правительство Беларуси во главе с Д. Ф. Жилуновичем. Здесь было провозглашено создание Белорусской Советской Социалистической Республики. Дом губернатора был полностью перестроен в послевоенное время, как и вся бывшая Губернаторская улица (сегодня ул. Ленина).

## Минскиенаместники
| Фамилия, Имя Отчество      | Годы жизни | Должность и чин                     | Период руководства |
| -------------------------- | ---------- | ----------------------------------- | ------------------ |
| Тутолмин, Тимофей Иванович | 1740—1809  | Генерал-губернатор, генерал-поручик | 1793—1796          |
| Неплюев, Иван Николаевич   |            | наместник, генерал-майор            | 1793—1796          |

## Минские губернаторы
| Фамилия, Имя Отчество                   | Годы жизни | Титулы, чины и звания                                                          | Период руководства    |
| --------------------------------------- | ---------- | ------------------------------------------------------------------------------ | --------------------- |
| Корнеев, Захарий Яковлевич              | 1748—1828  | Действительный статский советник, тайный советник                              | 1796—1806             |
| Радинг, Герман Иванович                 |            | действительный статский советник                                               | 1806—1812             |
| Добринский Павел Михайлович             |            | действительный статский советник                                               | 21 мая 1812—1815      |
| Сулистровский, Казимир Алоизович        |            | Статский советник                                                              | 1815—1818             |
| Гечан-Гечевич, Викентий Иванович        |            | статский советник, с 1825 действительный статский советник                     | 1818—1831             |
| Тюфяев, Кирилл Яковлевич                | 1777—1845  | действительный статский советник                                               | 16.03.1831-26.04.1831 |
| Дребуш, Александр Фёдорович             |            | действительный статский советник                                               | 26.04.1831—12.01.1835 |
| Давыдов, Сергей Иванович                |            | действительный статский советник                                               | 12.01.1835—1838       |
| Сушков, Николай Васильевич              |            | действительный статский советник                                               | 16.12.1838—1841       |
| Вакансия                                |            |                                                                                | 1841—19.11.1842       |
| Домелмейер Густав Федорович             |            | действительный статский советник                                               | 19.11.1842—2.05.1844  |
| Семенов, Алексей Васильевич             |            | действительный статский советник                                               | 2.05. 1844—26.01.1850 |
| Херхеулидзев, Захар Семёнович           |            | князь, генерал-майор                                                           | 27.01.1850—21.04.1850 |
| Шкларевич, Федот Николаевич             |            | действительный статский советник                                               | 21.04.1850—18.10.1857 |
| Россет, Аркадий Осипович                |            | генерал-майор                                                                  | 18.10.1857—3.02.1858  |
| Келлер, Эдуард Фёдорович                |            | граф, камергер, действительный статский советник                               | 8.02.1858—27.05.1861  |
| Яфимович, Николай Матвеевич             | 1804—1874  | Генерал-адъютант, генерал-лейтенант                                            | 3.11.1861—14.11.1861  |
| Кушелев, Сергей Егорович                |            | генерал-майор                                                                  | 14.11.1861—13.06.1862 |
| Кожевников, Андрей Львович              |            | действительный статский советник                                               | 15.06.1862—3.04.1864  |
| Шелгунов, Павел Никанорович             |            | Полковник, с 14.07.1864 генерал-майор                                          | 24.05.1864—19.05.1868 |
| Касинов, Егор Александрович             |            | действительный статский советник                                               | 19.05.1868—21.08.1869 |
| Токарев, Владимир Николаевич            |            | тайный советник                                                                | 2.11.1869—24.10.1875  |
| Чарыков, Валерий Иванович               |            | тайный советник                                                                | 5.12.1875—30.08.1879  |
| Петров, Александр Иванович              |            | действительный тайный советник                                                 | 30.08.1879—30.01.1886 |
| Трубецкой, Николай Николаевич           |            | Князь, генерал-лейтенант                                                       | 11.02.1886—20.07.1902 |
| Мусин-Пушкин, Александр Александрович   |            | Граф, камергер, с 13.08.1902 действительный статский советник                  | 20.07.1902—16.05.1905 |
| Курлов, Павел Григорьевич               | 1860—1923  | генерал-лейтенант                                                              | 16.05.1905—1906       |
| Эрдели, Яков Егорович                   | 1856—1919  | государственный и земский деятель, член Государственного Совета                | 1906—25.11.1912       |
| Гирс, Алексей Фёдорович                 | 1871—1958  | действительный статский советник, камергер двора Его Императорского Величества | 1912—30.04.1915       |
| Чернявский, Андрей Гаврилович           |            |                                                                                | 30.04.1915—08.1916    |
| Друцкой-Соколинский, Владимир Андреевич |            |                                                                                | 08.1916—1917          |